# Vijf speciën
De vijf speciën waren belastingen die van 1637 en 1806 in Friesland werden geïnd. Ze bestonden uit:
1. Het hoofdgeld, een belasting was voor welgestelden. Dit was een ingezetenenbelasting voor iedereen van 12 jaar of ouder en met een bezit van meer dan 600 carolusgulden. Mensen met een lager bezit betaalden, afhankelijk van de situatie, de helft of niets. Het hoofdgeld, ook wel familiegeld genoemd, werd in 1795 deels afgeschaft en in 1797 geheel.
2. Het schoorsteengeld, ook wel haardstedengeld genoemd, was verschuldigd over iedere schoorsteen die in gebruik was. Zoals bij de tegenwoordige onroerendezaakbelasting bestond deze belasting uit twee delen: de eigenaar en de gebruiker betaalden ieder de helft. Er waren vrijstellingen voor armen en schippers die op hun schip woonden en instellingen als kerken en gasthuizen.
3. Het hoorngeld, een belasting voor eigenaren van koeien. Voor koeien van drie jaar en ouder gold volle tarief, voor vaarzen de helft. Voor ossen, stieren en kalveren hoefde men niet te betalen. Het tarief hing af van de vruchtbaarheid van de grond waarop de koeien graasden.
4. Het paardengeld, een belasting voor het bezit van paarden ouder dan een jaar.
5. Het middel op de bezaaide landen, een belasting voor bebouwde landbouwgrond. Men betaalde een tarief per pondemaat, het tarief hing verder af van de kwaliteit van de grond.

## Geschiedenis
Voor de vorming van het Koninkrijk Holland kende de verschillende gewesten ieder hun eigen vormen van belastingen. In Friesland waren dit de "vijf speciën". Deze werden in 1637 ingevoerd, waarmee een aantal bestaande belastingen werden samengevoegd. 
In het begin werd het innen van deze belastingen verpacht aan de hoogst biedende. Dit leidde vaak tot bezwaren bij de belastingplichtige bevolking die meenden dat het innen van deze belastingen niet eerlijk genoeg ging. Na het pachtersoproer van 1748 werd er toe overgegaan om deze belastingen door aangestelde  belastingontvangers namens de Staten van Friesland te laten innen, vanaf deze tijd werd de inning van de vijf speciën bijgehouden in een belastingregister, de speciekohieren.
Met het aanbreken van de Franse tijd in Nederland kwam een einde aan de vele regionale belastingen. Met ingang van 1 januari 1806 werd het stelsel Gogel ingevoerd.